# Jakdojade.pl
Jakdojade.pl – polski serwis internetowy oraz aplikacja mobilna przeznaczone do wyszukiwania połączeń komunikacyjnych, planowania podróży komunikacją miejską i międzymiastową oraz kupowania biletów. Prowadzony jest przez poznańską spółkę CITY-NAV, część grupy Ringier Axel Springer Polska.

## Historia
W 2006 roku dwóch studentów z Poznania pracowało nad projektem inżynierskim. Jego założeniem było umożliwienie zaplanowania podróży komunikacją miejską wprost pod wskazany adres. Pomysł ten stanowił precyzyjną odpowiedź na potrzeby przyjezdnego studenta, który nie znając miasta, przystanków i rozkładów, potrzebował dokładnej nawigacji – z imprezy do domu. Jakdojade wyznaczało trasę do najbliższego przystanku, wskazywało właściwy pojazd i pokazywało drogę z przystanku docelowego, aż do wskazanego miejsca.
Blisko 2 lata później projekt inżynierski przekształcono w publiczny serwis internetowy, a Jakdojade stało się autorskim produktem spółki City-nav, założonej przez pomysłodawców – Mikołaja Grajka i Artura Szychtę – oraz Bartosza Burka. Tak powstał pierwszy w Polsce serwis internetowy służący do kompleksowego planowania podróży miejskim transportem zbiorowym.
Początkowo Jakdojade funkcjonowało jedynie w Poznaniu, z czasem podjęło współpracę z miejskim przewoźnikiem. Od połowy kwietnia 2011 dostępne jest również wyszukiwanie połączeń w obrębie obsługiwanych miast pociągami Przewozów Regionalnych. Liczba obsługiwanych miast sukcesywanie rosła – pod koniec 2016 roku był obecny w 26 ośrodkach. W marcu 2023 liczba obsługiwanych miast wyniosła 49.
W 2011 roku uruchomiono aplikację Jakdojade dostępną na platformie Android, a w 2012 również na iOS.
W grudniu 2016 roku Grupa Onet-RAS Polska zakupiła 69% udziałów spółki City-Nav, w rękach założycieli (Bartosza Burka, Artura Szychty i Mikołaja Grajka) pozostało 30% udziałów.
W 2017 roku planer miastowy rozszerzono o możliwość zakupu jednorazowych i krótkookresowych biletów komunikacji miejskiej, a w 2019 roku dodano funkcję real-time, czyli śledzenia położenia pojazdów na żywo.
W 2021 roku trójmiejską ofertę biletową rozszerzono o bilety okresowe. Do 2023 roku sprzedaż biletów okresowych uruchomiono również we Wrocławiu i Bydgoszczy.
W październiku 2022 roku wystartowała wyszukiwarka kolejowa, umożliwiająca zaplanowanie podróży międzymiastowych.

## Działalność
Serwis Jakdojade dostępny jest w Białymstoku, Bydgoszczy, Częstochowie, Elblągu, Gnieźnie, Gorzowie Wielkopolskim, Grudziądzu, Inowrocławiu, Jeleniej Górze, Kielcach, Koninie, Krakowie, Lesznie, Lublinie, Łodzi (Pabianicach, Zgierzu), Nowym Sączu, Olsztynie, Opolu, Ostrowie Wielkopolskim, Pile, Poznaniu (Swarzędzu), Radomiu, Rybniku, Rzeszowie, Stargardzie, Szczecinie, Słupsku, Tarnowie, Toruniu, Trójmieście (Gdańsku, Gdyni, Sopocie, Wejherowie), Warszawie (Łomiankach), Wrocławiu (Siechnicach), Zielonej Górze oraz Górnośląskim Okręgu Przemysłowym (GOP) (Bytomiu, Chorzowie, Gliwicach, Katowicach, Mysłowicach, Sosnowcu, Tarnowskich Górach, Tychach, Zabrzu). Portal umożliwia planowanie podróży wieloma środkami komunikacji różnych przewoźników wraz z odcinkami pokonywanymi pieszo.
Do 2012 roku serwis działał w oparciu o technologię Google Maps. Ze względu na zmiany w licencji map Google’a, została ona zastąpiona rozwiązaniem firmy Emapa. Współfinansowany jest z Europejskiego Programu Rozwoju Regionalnego.
Aplikacja mobilna Jakdojade oferuje:
- rozbudowaną wyszukiwarkę połączeń miejskich i kolejowych,
- rozkłady jazdy linii tramwajowych, autobusowych, metra i kolei miejskich,
- sprzedaż biletów jednorazowych, krótko- i długookresowych w wybranych miastach,
- real-time, czyli możliwość śledzenia opóźnień pojazdów na żywo[8].

## Popularność
W październiku 2009 roku witrynę odwiedziło 240 000 użytkowników, w grudniu 2010 roku – 389 288, w marcu 2011 roku – 462 057, a w grudniu 2016 roku – 3 mln. W 2022 roku z Jakdojade korzystało 4,9 mln UU, a w 2023 roku liczba UU przekroczyła 5 mln.

## Nagrody
W 2008 roku jury i publiczność przyznała serwisowi drugie miejsce w konkursie nowych projektów infromatycznych Democamp, a w 2010 roku serwis wyróżniono nagrodą Auler dla podmiotów będących wzorem dla innych początkujących przedsięwzięć.